# Bokförlaget Settern
Bokförlaget Settern grundades i Halland 1974 av författaren Ingvar Wahlén, och drivs i dag, efter att dottern Magdalena Rönneholm avlidit 2010, av två av hans söner, Tomas Wahlén och Jörgen Wahlén. 
Förlaget ger ut jakt-, fiske-, djur- och naturböcker. 